# Neuer Verband der Lohnsteuerhilfevereine
Der Neue Verband der Lohnsteuerhilfevereine e.V. (NVL) wurde 1993 als Interessenvertretung der Lohnsteuerhilfevereine gegründet.
Rund 130 Lohnsteuerhilfevereine sind deutschlandweit Mitglied im Dachverband. Die Mitgliedsvereine betreuen in rund 6000 Beratungsstellen mehr als 1,5 Millionen Arbeitnehmer.
Der Neue Verband der Lohnsteuerhilfevereine e.V. fusionierte zum 1. Januar 2017 mit dem Bundesverband der Lohnsteuerhilfevereine e.V. zum Bundesverband Lohnsteuerhilfevereine e.V. (BVL).